# Meunasah Aron (Muara Batu)
Meunasah Aron is een bestuurslaag in het regentschap Aceh Utara van de provincie Atjeh, Indonesië. Meunasah Aron telt 1138 inwoners (volkstelling 2010).